# Näset, Göteborg
Näset ([ˈnɛːsɛt]
 ( lyssna)) är en stadsdel och ett primärområde i stadsområde Sydväst i Göteborgs kommun. 
Näset är en cirka tre kilometer lång och två kilometer bred halvö sydväst om Göteborg, och har många badplatser, varav ett nakenbad, utefter den klippiga kusten. Smithska udden är en av de större badplatserna. Näsets högsta punkt är 50 m ö.h. och där ligger en gammal lotsutkiksstuga.
Merparten av bebyggelsen utgörs av villor och radhus. Åren 1964-1966 bebyggdes Åkered med omkring 600 lägenheter i radhus, kedjehus och villor. I Näsets centrum finns Näsets kyrka och ett antal numera stängda butikslokaler. 
Bjölahamnen på östsidan mot Askimsviken och Hammars båthamn på västsidan är de största småbåtshamnarna. 
Det lokala fotbollslaget heter Näsets SK.

## Nyckeltal

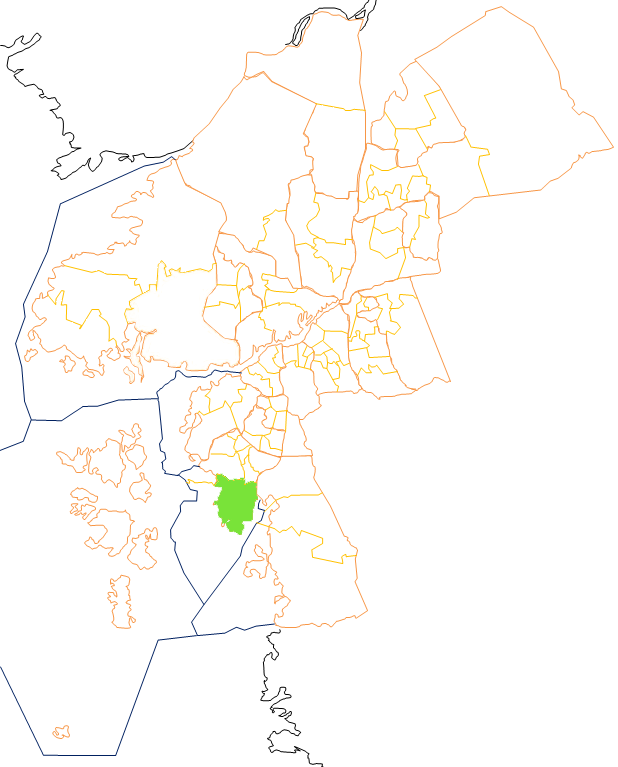
Näset

Nyckeltalen redovisar statistik som beskriver Göteborg och dess 96 delområden, primärområden, per den 31 december och kan användas för att jämföra de olika områdena. Nedan redovisas uppgifter för primärområdet och jämförelse görs mot uppgifterna för hela kommunen.
|                                                           | Näset      | Hela Göteborg |
| --------------------------------------------------------- | ---------- | ------------- |
| Folkmängd                                                 | 6 092      | 587 549       |
| Befolkningsförändring 2020–2021                           | -46        | +4 493        |
| Andel födda i utlandet                                    | 9,7 %      | 28,3 %        |
| Andel utrikes födda eller med två utrikes födda föräldrar | 13,9 %     | 38,1 %        |
| Medelinkomst                                              | 512 300 kr | 332 400 kr    |
| Arbetslöshet                                              | 2,1 %      | 6,6 %         |
| Antal ersatta dagar från F-kassan per person (16-64 år)   | 11,1       | 19,5          |
| Andel med eftergymnasial utbildning (minst 3 år)          | 49,4 %     | 37,9 %        |
| Andel bostäder byggda 1971–1980                           | 28,2 %     |               |
| Andel bostäder i allmännyttan                             | 0,0 %      | 25,9 %        |
| Antal färdigställda bostäder 2021                         | 6          |               |
| Andel bostäder i småhus                                   | 95,4 %     | 18,3 %        |

## Stadsområdes- och stadsdelsnämndstillhörighet
Primärområdet tillhörde fram till årsskiftet 2020/2021 stadsdelsnämndsområdet Västra Göteborg och ingår sedan den 1 januari 2021 i stadsområde Sydväst.